# Cryptantha muricata
Cryptantha muricata là loài thực vật có hoa trong họ Mồ hôi. Loài này được (Hook. & Arn.) A.Nelson & J.F.Macbr. mô tả khoa học đầu tiên năm 1916.